# راسترلی ۲۴۶۹۷
سیارک ۲۴۶۹۷ (به انگلیسی: 24697 Rastrelli، نامگذاری:1990SK28) بیست و چهار هزار و ششصد و نود و هفتمین سیارک کشف شده‌است که در ۲۴ سپتامبر ۱۹۹۰ کشف شد.
قدر مطلق سیارک برابر ۲۳.۴ است.